# Структура Британської армії
Структура Британської армії — організаційно-штатна структура британської армії, що існує станом на 2024 рік. Армією командує начальник Генерального штабу (CGS) у штабі армії, який розташований в Андовері, Гемпшир. У його підпорядкуванні перебувають командувач польової армії, штаб-квартира якого розташована у Тренчард-Лайнсі, графство Вілтшир, і Домашнього командування Великої Британії, розташоване в гарнізоні Олдершот, графство Гемпшир.

## Структура Британської армії
- Об'єднаний корпус швидкого реагування

### Дивізії і бригади
1-ша дивізія (англ. 1st (United Kingdom) Division)
- Штаб дивізії і полк зв'язку (англ. 1st (United Kingdom) Armoured Division Headquarters and Signal Regiment)[2]
- Штаб 4-ї піхотної бригади і Північного Сходу (англ. Headquarters 4th Infantry Brigade and Headquarters North East)

- 1-й батальйон полку герцога ланкастерського (англ. 1st Battalion The Duke of Lancaster's Regiment)
- 4-й батальйон йоркширського полку (англ. 4th Battalion The Yorkshire Regiment)
- 2-й батальйон Королівських гуркхських стрільців (англ. 2nd Battalion The Royal Gurkha Rifles)
- Легкі драгуни (англ. Light Dragoons)
- Власна Її Величності територіальна кавалерія (англ. Queen's Own Yeomanry)
- 4-й полк Королівської артилерії (англ. 4th Regiment Royal Artillery)
- 21-й інженерний полк (англ. 21st Engineer Regiment)
- 1-й батальйон безпосередньої підтримки Королівських інженерів (англ. 1st Close Support Battalion Royal Electrical and Mechanical Engineers)
- 150-та рота Королівської військової поліції (англ. 150th Provost Company Royal Military Police)

- Штаб 7-ї піхотної бригади і Сходу (англ. Headquarters 7th Infantry Brigade and Headquarters East)

- 3-й батальйон Королівського англійського полку (англ. 3rd Battalion The Royal Anglian Regiment)
- Легкі драгуни (англ. Light Dragoons)
- 16-й полк Королівської артилерії (англ. 16th Regiment Royal Artillery)
- 12-та інженерна група (повітряної підтримки) (англ. 12th (Air Support) Engineer Group)
- 23-й десантно-штурмовий інженерний полк (повітряно-штурмовий) (англ. 23rd Engineer Regiment (Air Assault))
- 33-й інженерний полк (англ. 33rd Engineer Regiment (Explosive Ordnance Disposal))
- 39-й інженерний полк (англ. 39th Engineer Regiment)
- 170-та інженерна група (підтримки інфраструктури) (англ. 170th (Infrastructure Support) Engineer Group)
- 158-й транспортний полк Королівського корпусу забезпечення (англ. 158th Regiment The Royal Logistic Corps)
- 254-й медичний полк (англ. 254th Medical Regiment)

- Штаб 11-ї піхотної бригади і Південного Сходу (англ. Headquarters 11th Infantry Brigade and Headquarters South East)
- Штаб 38-ї (Ірландської) бригади (англ. Headquarters 38th (Irish) Brigade)
- Штаб 42-ї піхотної бригади і Північно-Заходу (англ. Headquarters 42nd Infantry Brigade and North West)
- Штаб 51-ї піхотної бригади і Шотландії (англ. Headquarters 51st Infantry Brigade and Headquarters Scotland)
- Штаб 160-ї піхотної бригади і Уельсу (англ. Headquarters 160th Infantry Brigade and Headquarters Wales)
- Штаб 102-ї бригади матеріально-технічного забезпечення (англ. Headquarters 102nd Logistic Brigade)

3-тя дивізія (англ. 3rd (United Kingdom) Division)
- Штаб дивізії і полк зв'язку (англ. 3rd (United Kingdom) Division Headquarters and Signal Regiment)[5]
- 1-ша бронетанкова піхотна бригада (англ. 1st Armoured Infantry Brigade)

- 1-й батальйон Королівського полку фузілерів (англ. 1st Battalion The Royal Regiment of Fusiliers)
- 4-й батальйон стрільців (англ. 4th Battalion The Rifles)
- Полк палацової кавалерії (англ. Household Cavalry Regiment)
- 1-й полк Королівської кінної артилерії (англ. 1st Regiment Royal Horse Artillery)

- 12-та бронетанкова піхотна бригада (англ. 12th Armoured Infantry Brigade)

- 1-й батальйон шотландської гвардії (англ. 1st Battalion Scots Guards)
- 1-й батальйон Королівського англійського полку (англ. 1st Battalion The Royal Anglian Regiment)
- 1-й батальйон Королівських валійців (англ. 1st Battalion The Royal Welsh)
- Його Величності Королівські гусари (англ. King's Royal Hussars)
- Її Величності Королівські улани (англ. Queen's Royal Lancers)
- 19-й полк Королівської артилерії (англ. 19th Regiment Royal Artillery)
- 26-й інженерний полк (англ. 26th Engineer Regiment)

- 20-та бронетанкова піхотна бригада (англ. 20th Armoured Infantry Brigade)

- 4-й батальйон Королівського полку Шотландії (англ. 4th Battalion The Royal Regiment of Scotland)
- 1-й батальйон Королівського полку принцеси Уельської (англ. 1st Battalion The Princess of Wales's Royal Regiment)
- 5-й батальйон стрільців (англ. 5th Battalion The Rifles)
- Королівські гвардійські драгуни (англ. Royal Dragoon Guards)
- Її Величності Королівські гусари (англ. Queen's Royal Hussars)

- 101-ша бригада забезпечення (англ. 101st Logistic Brigade)

16-а десантно-штурмова бригада (англ. 16 Air Assault Brigade)
- 7-й парашутний полк Королівської кінної артилерії (англ. 7th Parachute Regiment Royal Horse Artillery)[9]
- 23-й десантно-штурмовий інженерний полк (англ. 23rd Engineer Regiment (Air Assault))[9]
- 1-й батальйон Королівського ірландського полку (англ. 1st Battalion The Royal Irish Regiment)[9]
- 2-й батальйон парашутного полку (англ. 2nd Battalion The Parachute Regiment)[9]
- 3-й батальйон парашутного полку (англ. 3rd Battalion The Parachute Regiment)[9]
- 3-й полк армійської авіації (англ. 3rd Regiment Army Air Corps)[9]
- 4-й полк армійської авіації (англ. 4th Regiment Army Air Corps)[9]
- 13-й десантно-штурмовий полк Королівського корпусу забезпечення (англ. 13th Air Assault Regiment Royal Logistics Corps)[9]
- 16-й медичний полк (англ. 16th Medical Regiment)[9]
- 7-й батальйон Королівських інженерів (англ. 7th Battalion Royal Electrical and Mechanical Engineers)[9]
- 216-та (парашутна) рота зв'язку (англ. 216th (Parachute) Signals Squadron)[9]
- 156-та рота Королівської військової поліції (англ. 156th Provost Company Royal Military Police)[9]
- Взвод слідопитів («патфайндерів») (англ. Pathfinder Platoon)[9]

Командування підтримки (англ. Support Command)
Штаб Лондонського округу (англ. Headquarters London District)
- 1-й батальйон гвардійських гренадерів (англ. 1st Battalion Grenadier Guards)
- 1-й батальйон колдстрімської гвардії (англ. 1st Battalion Coldstream Guards)
- 1-й батальйон ірландської гвардії (англ. 1st Battalion Irish Guards)
- 1-й батальйон уельської гвардії (англ. 1st Battalion Welsh Guards)
- 2-й батальйон Королівського полку принцеси Уельської (англ. 2nd Battalion The Princess of Wales's Royal Regiment)
- Штаб Королівського полку фузілерів (англ. Regimental Headquarters Royal Regiment of Fusiliers)
- 4-й батальйон парашутного полку (англ. 4th Battalion The Parachute Regiment)
- 7-й батальйон стрільців (англ. 7th Battalion The Rifles)
- Лондонський полк (англ. London Regiment)

- Штабна рота (англ. Headquarters Company)
- Рота Альфа (Лондонські шотландці) (англ. A Company (London Scottish))
- Рота Браво (Полк Її Величності) (англ. B Company (Queen's Regiment))
- Рота Чарлі (Лондонські фузілери) (англ. C Company (London Fusiliers))
- Рота Дельта (Лондонські ірландські стрільці) (англ. D Company (London Irish Rifles))

- Кінний полк палацової кавалерії (англ. Household Cavalry Mounted Regiment)
- Королівська територіальна кавалерія (англ. Royal Yeomanry)
- Загін Його Величності Королівської кінної артилерії (англ. King's Troop Royal Horse Artillery)
- Почесна артилерійська рота (англ. Honourable Artillery Company)
- 100-й полк Королівської артилерії (англ. 100th Regiment Royal Artillery)
- 100-й полк Королівської артилерії (англ. 106th Regiment Royal Artillery)

- 4-й батальйон Королівської військової поліції (англ. 4th Battalion Royal Military Police)

Штаб армії в Шотландії (англ. Army Headquarters Scotland)
Штаб командування військових сил (англ. Headquarters Force Troops Command)
- (англ. Headquarters 1 Artillery Brigade and Headquarters South West)
- (англ. Headquarters 11th Signal and West Midlands Brigade)
- 104-а бригада матеріально-технічного забезпечення (англ. 104 Logistic Support Brigade)

Штаб Британських сил в Німеччині(англ. Headquarters British Forces Germany)

### Роди військ і служб
- Королівський бронетанковий корпус (англ. Royal Armoured Corps)
- Армійський повітряний корпус (англ. Army Air Corps)
- Королівський полк артилерії (англ. Royal Regiment of Artillery)
- Королівський корпус зв'язку (англ. Royal Corps of Signals)
- Корпус королівських інженерів (англ. Corps of Royal Engineers)
- Корпус королівських електричних і механічних інженерів (англ. Corps of Royal Electrical & Mechanical Engineers)
- Королівський корпус матеріально-технічного забезпечення (англ. Royal Logistic Corps)
- Розвідувальний корпус (англ. Intelligence Corps)
- Королівський департамент армійських капеланов (англ. Royal Army Chaplains' Department)
- Піхота (англ. Infantry)
- Корпус генерального ад'ютанта (англ. Adjutant General's Corps)
- Армійські медичні служби (англ. Army Medical Services)
- (англ. Royal Army Medical Corps)
- (англ. Royal Army Veterinary Corps)
- (англ. Royal Army Dental Corps)
- (англ. Queen Alexandra's Royal Army Nursing Corps)
- Спеціальні сили Сполученого Королівства (резерв) (англ. United Kingdom Special Forces (Reserve))
- Корпус армійської музики (англ. Corps of Army Music)
- Королівський корпус армійської фізичної підготовки (англ. Royal Army Physical Training Corps)
- Корпус школи малої зброї (англ. Small Arms School Corps)
- Бригада гуркхів (англ. Brigade of Gurkhas)
- Група медіа операцій (англ. Media Operations Group)